# Martinhagen
Martinhagen is een deel van de gemeente Schauenburg in Hessen in Duitsland.  Martinhagen  hoort bij het district Kassel (district). 
Martinhagen ligt aan de Uerdinger Linie, in het traditionele gebied van het Hessisch dialect.   
Martinhagen ligt in de natuurpark Habichtswald, tussen het dorp Schauenburg en Balhorn.